# GAZ-69
La GAZ-69 è un veicolo militare da trasporto, ispirato alla Jeep, costruito dalla GAZ a partire dal 1952 e largamente diffuso in Unione Sovietica. In un secondo tempo la produzione venne trasferita alla UAZ che continuò a costruirla per quasi un ventennio.

## Storia
Al termine della produzione di GAZ-67, nel 1953 la società GAZ lanciò il modello GAZ-69, ideato da Grigoy Wasserman. La trasmissione venne sviluppata da zero, il motore fu preso in prestito dalla GAZ-20. Alla fine del 1954 la produzione proseguì a Ulyanovsk, negli stabilimenti UAZ, continuando sino al 1972, quando venne sostituita dalla UAZ 469B, praticamente senza modifiche. Anche il telaio dovette essere sviluppato interamente da zero, poiché quello utilizzato nel GAZ-64 e nel GAZ-67 erano fondamentalmente solo versioni a passo corto di quello utilizzato nel GAZ-61 degli anni 1930-1940, che era ormai pesantemente obsoleto.
Teoricamente la GAZ-69 divenne UAZ 69 dopo il trasferimento della produzione, ma il nuovo nome non è riscontrabile nemmeno nei documenti ufficiali.
Considerando tutte le versioni, vennero prodotti 634.285 esemplari.

## Versioni
La configurazione classica prevedeva una cabina con solo due porte e una capacità di carico fino a 500 kg, cosa che consentiva di utilizzarlo per vari ruoli. Altre versioni successive, mantenendo peraltro la copertura in tela, vennero dotate anche di quattro porte per consentire un maggior numero di passeggeri, fino a otto.  Le varianti comprendono il GAZ 46 MAV, modello anfibio derivato dal mezzo americano Ford GPA, ed un veicolo dotato di dispositivo lanciamissili anticarro e quattro ATGW di tipo Snapper su rotaie di lancio, con cabina protetta da un parafiamma con feritoie.  Quest'ultima versione fu impiegata in varie guerre arabo-israeliane. La versione a due porte è stata usata anche come: stazione radio, autopompa, spazzatrice stradale, rilevazione radiazioni ed auto della milizia territoriale con gabbia prigione.
È stata costruita su licenza in Romania dalla ARO.

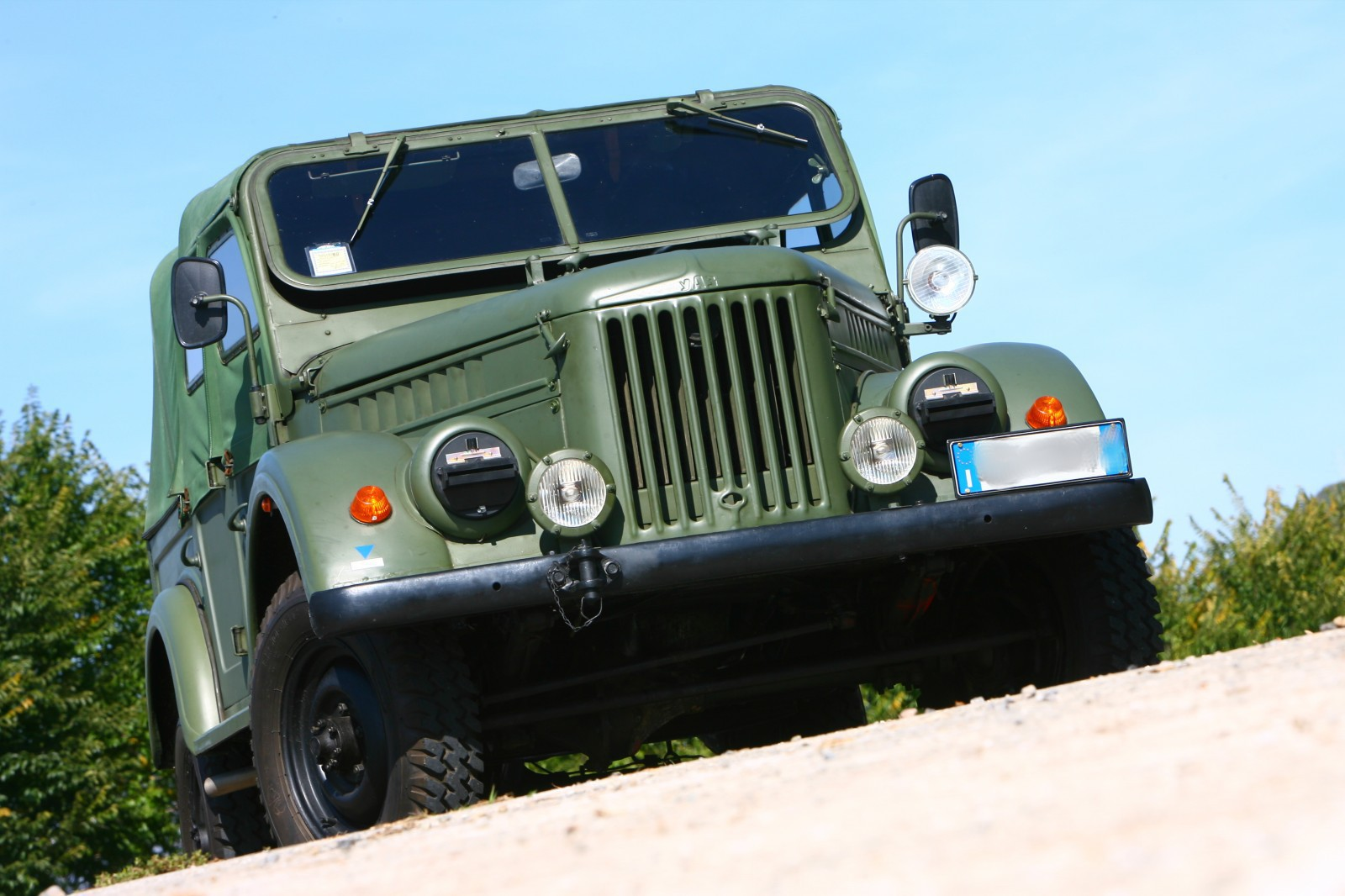
Gaz 69 in dotazione all'esercito della Germania Est

## Nei media
Nel film "Indiana Jones e il regno del teschio di cristallo", uno dei molti veicoli del Dr. Spalko è una GAZ 69 M. Nella scena dell'inseguimento nella giungla, questo veicolo si scontra con un GAZ 46 MAV cadendo nella collina della formica di fuoco.